# Campionato italiano assoluto di dama internazionale 2022
Il Campionato italiano assoluto 2022 è l'58ª edizione del Campionato italiano di dama internazionale, organizzato dalla Federazione Italiana Dama. Il torneo si è svolto a Chianciano Terme tra il 12 luglio e il 17 luglio 2022, all'Hotel Capitol.

## Formula
I 9 partecipanti si sono sfidati in un girone all'italiana di sola andata, per un totale di 8 round.
La cadenza stabilita per le partite è di 80 minuti, con aggiunta di 60 secondi di incremento a mossa da mossa 1.
L'arbitro del torneo è Alessio Mecca.

## Torneo

### Partecipanti
Alla finale hanno partecipato dieci giocatori. Tra di loro figuravano un maestro internazionale e quattro maestri.
| Nr. | Giocatore             | Punteggio ELO |
| --- | --------------------- | ------------- |
| 1   | MF Alessio Scaggiante | 2251          |
| 2   | MF Walter Raimondi    | 2205          |
| 3   | MF Moreno Manzana     | 2144          |
| 4   | MF Roberto Tovagliaro | 2131          |
| 5   | Gabriele D'Amora      | 2078          |
| 6   | Walter Moscato        | 2107          |
| 7   | Roberto Senesi        | 2004          |
| 8   | Emanuele Danese       | 1986          |
| 9   | Matteo Fortunato      | 1981          |

### Classifica
Il torneo è stato vinto da Alessio Scaggiante per la terza volta nella sua giovane carriera.
| # | Giocatore          | Elo  | 1 | 2 | 3 | 4 | 5 | 6 | 7 | 8 | 9 | Totale |
| - | ------------------ | ---- | - | - | - | - | - | - | - | - | - | ------ |
| 1 | Alessio Scaggiante | 2251 |   | 2 | 1 | 1 | 2 | 1 | 2 | 1 | 1 | 11     |
| 2 | Gabriele D'Amora   | 2078 | 0 |   | 1 | 1 | 2 | 1 | 2 | 2 | 2 | 11     |
| 3 | Roberto Tovagliaro | 2131 | 1 | 1 |   | 1 | 1 | 2 | 1 | 1 | 1 | 9      |
| 4 | Moreno Manzana     | 2144 | 1 | 1 | 1 |   | 1 | 1 | 2 | 1 | 1 | 9      |
| 5 | Walter Raimondi    | 2205 | 0 | 0 | 1 | 1 |   | 2 | 1 | 2 | 1 | 8      |
| 6 | Emanuele Danese    | 1986 | 1 | 1 | 0 | 1 | 0 |   | 1 | 1 | 2 | 7      |
| 7 | Roberto Senesi     | 2004 | 0 | 0 | 1 | 0 | 1 | 1 |   | 2 | 2 | 7      |
| 8 | Matteo Fortunato   | 1981 | 1 | 0 | 1 | 1 | 0 | 1 | 0 |   | 2 | 6      |
| 9 | Renzo Rubele       | 2025 | 1 | 0 | 1 | 1 | 1 | 0 | 0 | 0 |   | 4      |